# Wytrzyszczka
Wytrzyszczka est une localité polonaise de la gmina de Czchów, située dans le powiat de Brzesko en voïvodie de Petite-Pologne.